# Liste des associations félines
Les associations félines s'occupent des diverses activités autour du chat de race, telle que la tenue des arbres généalogiques de chaque chat enregistré, la délivrance des pedigrees, l'organisation d'expositions félines, l'établissement des standards de chaque race et le contrôle des élevages. Certaines aident la recherche vétérinaire, éditent des livres et brochure d'information à l'intention du grand public et font également des campagnes de sensibilisation sur divers sujets touchant à la protection animale. Les associations les plus importantes ont également une influence sur les décisions prises en matière de législation en faveur des animaux.
Les associations sont classées par pays d'origine.

## Amérique

### Canada
- Association féline canadienne (AFC)
- Chats Canada Cats (CCC)

### États-Unis
- American Cat Fanciers Association (ACFA)
- Cat Fancier Association (CFA)
- The american association of cat enthusiasts (AACE)
- The International Cat Association (TICA)

## Europe
- Fédération Internationale Féline (FIFé)

### Allemagne
- World cat federation (WCF)
- Deutscher edelkatzen züchterverband (1DEKZV)

### Autriche
- Österreichischer verband für die Zucht und Haltung von Edelkatzen' (ÖEVEK)

### Belgique
- Felis Belgica (FIFe)
- Aristo Cat's Club Be ( ACCB )
- Association Autonome des Amateurs de Félins (AAAF)
- Association Féline Belge (AFB)
- Be TICACats Club (BTCC)
- Centrale féline belge (CFB)
- Organisation Feline Belge - Carolo Cat Club affilié à la WCF (OFB-CCC)
- Amicale Belge du Chat (ABC)
- Hainaut Poussy Club (HPC)

### Danemark
- Felis danica

### Espagne
- Associación felina española (ASFE)

### France
- Livre officiel des origines félines (LOOF)
- Fédération Féline Française (FFF)

### Grande-Bretagne
- Governing Council of the Cat Fancy (GCCF)

### Italie
- Associazione nazionale felina Italiana (ANFI)[1]
- F.I.A.F. (Federazione Italiana Associazioni Feline)

### Luxembourg
- Kaze-Club Lëtzebuerg (KCL)
- Lux-Cat-Club Fédération féline luxembourgeoise LCCFFL.

### Pays-Bas
- Felikat
- Mundikat

### Suisse
- Fédération féline helvétique (FFH)
- Cat club de Genève

## Océanie

### Australie
- Australian cat federation (ACF)
- Waratah national cat alliance inc. (WNCA)
- Coordinating Cat Control Council of Australia (CCCA)

### Nouvelle-Zélande
- Catz incorporated
- New Zealand Cat Fancy